# Huérfana en el cementerio
Huérfana en el cementerio (1823-1824), en francés Jeune orpheline au cimetière, es una obra del romanticismo francés realizada por el artista Eugène Delacroix. Actualmente se conserva en el Museo del Louvre, París, Francia.

## Composición de la obra
La obra se muestra una niña con vestimenta descuidada, con la mirada perdida hacia la derecha, observando algo o alguien y expresión de tristeza. Los ojos brillantes y llorosos, con aire de miedo y desconsuelo y la boca entreabierta. La infante se encuentra en un cementerio, que se puede afirmar por las cruces y lápidas que se ven al fondo.
Los tonos predominantes en la obra, son colores pálidos y fríos que a la vez crean una atmósfera melancólica. Se podría decir que la niña se encuentra en un estado de vulnerabilidad.
Delacroix aplicó un contraste entre la figura de la infante y el fondo. Resalta de una manera muy precisa los detalles de la piel y vestimenta, mientras que en el fondo es más sencillo; De esta forma, la niña adquiere todo el protagonismo en la obra.
Se cree que Delacroix realizó esta obra como un estudio previo que le serviría para la realización de la obra La matanza de Quíos.

## Contexto
Los movimientos sociales como la Revolución francesa y las guerras napoleónicas fueron factores que afectaron a toda Europa, provocando crisis principalmente en las monarquías y sus sistemas internos estructurados de un régimen antiguo, causando un “sentimiento nacional herido” (Hardy, 1999) en la sociedad. Principalmente la fe y la razón perdieron fuerza al ser cuestionadas, de esta forma se reforzó el movimiento romántico.

## Características generales de la pintura romántica francesa
Se rechazan las formas universales como las técnicas académicas y neo-clásicas para dar apertura a una técnica más libre.
- Utilización de técnicas diversas: grabados, litografías, óleo y acuarelas.
- La textura comienza a tomar protagonismo con el fin de mostrar expresividad. Se presenta con rugosidad y pinceladas visibles.
- La luz se manifiesta en las obras, dotándolas de una atmósfera más tétrica
- Composiciones marcadas por líneas curvas, dinámicas y con movimiento. Rompen el esquema académico dejando de lado las formas estáticas.
- Representaciones variadas. También abordan el tema de memoria como un glorioso pasado.[5]